# Poggiomarino
Poggiomarino ist eine italienische Gemeinde mit 22.408 Einwohnern (Stand 31. Dezember 2023) in der Metropolitanstadt Neapel, Region Kampanien.
Die Nachbarorte von Poggiomarino sind Boscoreale, Palma Campania, San Giuseppe Vesuviano, Scafati (SA), Striano und Terzigno.

## Bevölkerungsentwicklung
Zwischen 1991 und 2001 stieg die Einwohnerzahl von 17.409 auf 19.653. Dies entspricht einem prozentualen Zuwachs von 12,9 %.